# Etnografische Verzamelingen van de Universiteit Gent
Etnografische Verzamelingen van de Universiteit Gent is de officiële benaming voor een academische collectie van de Universiteit Gent, bestaande uit ongeveer vierduizend etnografische objecten. 
Het begin van deze collectie gaat terug tot 1825, waardoor de eerste stukken bijna even oud zijn als de Universiteit van Gent. De oudste stukken komen van het Indonesische eiland Java, maar de huidige collectie bestaat voor het grootste deel uit West- en Centraal-Afrikaanse objecten. Oceanië is met een aantal bijzondere objecten ook goed vertegenwoordigd. Aziatische en Amerikaanse artefacten zijn eveneens aanwezig, maar in mindere mate. De Etnografische Verzamelingen worden momenteel beheerd door curator dr. Pauline van der Zee, een Nederlandse kunsthistorica die ook als docente etnische kunst verbonden is aan de universiteit.
Het grootste deel van de Oceanische voorwerpen in de Etnografische Verzamelingen werd in 1905 verworven door Prof. Camille De Bruyne (1861-1937) voor het toenmalige Institut de Biogéographie van de universiteit. De Bruyne had ze samen met een reeks "naturalia" in 1905 aangeschaft in het Museum für Völkerkunde in Berlijn, dat een aantal doubletten in de verkoop had gedaan. Deze voorwerpen behoorden tot de Fr. Hernsheim Sammlung, genoemd naar de handelaar Franz Hernsheim (1845-1909) die in de Duitse koloniale periode eveneens als consul een aantal jaren in Micronesië de belangen van zijn land had behartigd. Andere objecten uit de aankoop van De Bruyne die in Gent belandden, waren tussen 1885 en 1903 verzameld door de Neu Guinea Compagnie, een Duitse handelsfirma die destijds in Kaiser-Wilhelmsland, het Duitse deel van Nieuw-Guinea, actief was en etnografica opkocht voor Duitse volkenkundige musea.
Enkele topstukken uit de Etnografische Verzamelingen van de Universiteit Gent zijn geëxposeerd geweest op de grote tentoonstelling Oceanië. Tekens van riten, symbolen van gezag, die van 23 oktober 2008 tot en met 15 maart 2009 op de vloer stond van het ING Cultuurcentrum in Brussel en daarna, in enigszins gewijzigde vorm in het Wereldmuseum Rotterdam.